# Libre (canción de Nino Bravo)
«Libre» es una canción del álbum Mi tierra del cantante Nino Bravo. Fue compuesta en 1972 por José Luis Armenteros y Pablo Herrero, adaptada a las características de la voz de Nino Bravo.

## Historia
Su primera interpretación fue, antes de su edición en disco, en el programa de TVE Luces en la noche, y fue comercializada poco después en el sencillo «Libre / Vete» en octubre de 1972 y en el LP Mi tierra un mes después. Este tema tuvo una muy alta repercusión, popularidad y reconocimiento en España e Hispanoamérica en toda la historia de la música española e internacional, existiendo en la actualidad más de 6 grabaciones televisivas de «Libre» en TVE (habida cuenta de que el cantante fallecería a los pocos meses, en abril de 1973), e incluso fue emitido en el especial Fin de Año de 1972 de TVE cuando ya estaba situado en lo más alto de la lista de éxitos musicales en España, e incluso en la lista de los números uno de Los 40 Principales.

## Controversia sobre su significado
La canción comúnmente es asociada a Peter Fechter. Mientras que en Chile ha sido asociada al pinochetismo y también como un himno anticomunista.la canción, fue utilizada durante las torturas a prisioneros políticos durante la dictadura militar.
Sin embargo, Pablo Herrero, uno de sus dos compositores, afirmó en una entrevista en Radio 5: «No se inspiró en esa historia. Fue menos épica, mucho más doméstica, menos importante. Esto fue el producto de una rebeldía, de una generación que había nacido en España justo después de la guerra y que vivimos la dictadura a base de bien y una fuerte represión que se extendió hasta el año 75, que fue cuando murió Franco. Sin embargo esta canción es del año 72, él estaba todavía vivo. No teníamos que mirar a Alemania. Lo estábamos viviendo aquí. La falta de libertad era manifiesta».
A pesar de su éxito en España, la canción tomó ribetes políticos en Latinoamérica. En Chile fue adoptada como un himno militar anticomunista, [cita requerida]siendo también interpretada por el Ejército de Chile, Carabineros de Chile y la Armada de Chile y se volvió popular entre los simpatizantes de la dictadura militar. La interpretación de la canción por Bigote Arrocet en el Festival de Viña del Mar en febrero de 1974, de rodillas frente al público (en el que se encontraba el dictador Augusto Pinochet), resultó icónica, tras ello recordó que fueron expulsados de Viña del Mar por Carabineros. La historiadora de la música Katia Chornik, en su estudio Sounds of Memory: Music and Political Captivity in Pinochet's Chile (1973-1990) («Sonidos de memoria: música y cautividad política en el Chile de Pinochet») asegura que la canción, al estar de moda en esa época y entre muchas otras, fue utilizada durante las torturas a prisioneros políticos durante la dictadura militar. Incluso después del fin de la Dictadura Militar en Chile la canción siguió siendo interpretada varias veces, especialmente por la Armada de Chile, En el año 2021 Cadetes de la Escuela Naval Arturo Prat interpretaron la canción. El 11 de enero de 2022 Luis Mariano Rendón, presidente de la Fundación Memoria Histórica, solicitó al comandante en jefe de la Armada de Chile, Juan Andrés de la Maza que se excluyera la canción «Libre» del repertorio de Himnos y canciones de la Armada de Chile por considerados reividicativos de la dictadura
Pinochetista. Durante los festejos tras la victoria de la opción Rechazo en el Plebiscito constitucional de Chile de 2022.